# Lime (band)
Lime is een Canadese synthpop- en discoband.
Nini Nobless (eerder Denis LePage) en Denyse LePage, een koppel, vormde de band begin jaren '80. Op het podium stonden steeds Joy Dorris en Chris Marsh. Later zou Rob Hubertz Chris Marsh vervangen. Met hun nummer Your Love bereikten ze de eerste plaats in de hitlijsten in 1981 in de Verenigde Staten. Ook het nummer "Guilty" uit 1983 deed het goed. De groep is tot op heden nog actief.
Dorris en Marsh treden nog steeds op anno 2017. Nini Nobless overleed op 21 augustus 2023 aan kanker, ze werd 74. Nini was transgender en dit is terug te zien op haar YouTube kanaal @MrNininobless.

## Discografie
| Single met hitnotering(en) in de Vlaamse Ultratop 50 | Datum van verschijnen | Datum van binnenkomst | Hoogste positie | Aantal weken | Opmerkingen          |
| ---------------------------------------------------- | --------------------- | --------------------- | --------------- | ------------ | -------------------- |
| Your Love                                            | 1981                  | 15-08-1981            | 3               | 11           | in de Radio 2 Top 30 |

| Single met eventuele hitnotering(en) in de Nederlandse Top 40 | Datum van verschijnen | Datum van binnenkomst | Hoogste positie | Aantal weken | Opmerkingen                                           |
| ------------------------------------------------------------- | --------------------- | --------------------- | --------------- | ------------ | ----------------------------------------------------- |
| Your Love                                                     | 1981                  | 01-08-1981            | 10              | 8            | #10 in de Nationale Hitparade / #9 in de TROS Top 50  |
| Babe, We're Gonna Love Tonite                                 | 1982                  | 16-10-1982            | 14              | 4            | #14 in de Nationale Hitparade / #19 in de TROS Top 50 |
| Unexpected Lovers                                             | 1985                  | 13-07-1985            | 34              | 3            | #34 in de Nationale Hitparade / #47 in de TROS Top 50 |